# 撮りッたがり決死隊 トッターマンDS
『撮りッたがり決死隊 トッターマンDS』は、2006年4月5日から2007年3月28日までテレビ東京系で放送されたバラエティ番組である。帯番組「スキバラ」の水曜日にあたる。放送時間は18:30 - 19:00 (JST)。

## 番組概要
雨上がり決死隊と吉本芸人が、普段めったに見ることの出来ない映像「ドリーム・ショット」を撮るために、色々なチャレンジをする番組。ナレーションにドクロベエ役で有名な滝口順平を起用したり、ヤッターマン風のアニメシーンを時折挿入する（OPでは、トンズラー風の宮迫とボヤッキー風の蛍原が映し出されている）など、タイムボカンシリーズを番組のコンセプトイメージとして使っている。初期は「探偵!ナイトスクープ」の影響を強く受けたと思しき体当たり系の実験・検証企画がメインだったが、一時期はグルメ関係の企画がメインだった。
基本的に撮影が成功したときは、往年のヤッターマンの勝利のポーズを模した「トッター!トッター!トッターマン!!」とポーズを取る。
2006年8月頃から番組内容が変わり、その頃はグルメVTRが中心となり、その後なぞなぞの企画「戦え!クエスチョンキッズ」が中心、開始当初とはほぼ別番組となった。
2006年11月1日放送分から新企画「ダウトレストラン」がスタート。一流シェフと料理の素人である芸能人の作った同じ料理を、目隠しした状態で、味覚で利き分ける企画だった。当然だか、ヤッターマンのパロディ版である。

### 「戦え!クエスチョンキッズ」
- 蛍原が司会役となり、宮迫＋若手芸人枠（基本はコンビだが回によってはピン芸人2人のときもアリ）＋ゲスト2人の5人が解答者
- 毎回、一般の小学生が出場（ただし過去に「貧乏芸人大会」が開かれた事が2回ある）
- 出場者は、スタッフが用意したなぞなぞ1問を解答者に対して出題。解答者は筆答で答える。
- 出場者は不正解だと思う解答者を1人ずつ指名していく。
- 指名された人の答えをオープンして、不正解であればクリア。但し正解していれば失格（挑戦終了）
- 1人クリアする度に、更に解答者を指名するかここで降りて図書券を獲得する（いわゆるドロップアウト）か選択が出来る。
- 1人クリアにつき5000円分の図書券を獲得、5人全員クリアすればボーナス5000円込みで30000円）獲得となる。
- 正解者が出た場合、図書券は没収され、代わりに0円キャップ（番組特製）がもらえる。
- 舞台セットはガレッジ ワザーランドのものを使い回していた。

### お仕置き
この番組では、お仕置きがお決まりのコーナーとなっている（この時は、滝口ナレーターがドクロベエの声で「お仕置きだべー」と叫ぶ）。主に、女性外国人スタッフによるもので基本的に若手芸人枠の人物がビンタやキックなどかなり痛い物を受けることが多い。最近は全問題終了時最も不正解が多い人物（二人以上いた場合は司会の蛍原が決める）が恥ずかしいものまねをするというものに変更されていた。

## 出演者
- 雨上がり決死隊
- ゲスト - 主に男性タレントや女性アイドルなど、香田晋や大沢あかねなどが出演していた。
- 若手芸人 - 手間がかかったり、危険なチャレンジなどで雨上がり決死隊の代役を務める。番組では「今週のビックリドッキリメカ」と呼ばれる。出演メンバーは流動的で、コンビの場合は1組、ピン芸人の場合は2人出演することが多い。主にフットボールアワーなどの吉本興業の若手芸人。

## スタッフ
- ナレーション：滝口順平、真地勇志、山上智、yucky
- 構成：北本かつら、石井裕之、山川俊司、太平カンフー、楽屋ニュース ／ 遠藤敬
- ブレーン：鈴木工務店、たちばなひとなり
- 監修：斉藤敏豪
- 技術：西巻昭夫
- 映像調整：山本豪雄
- カメラ：石田和良
- 音声：唐松秀弥
- 照明：小林瑞雪
- 美術：関根恵二
- 美術デザイン：薬王寺哲朗
- 美術進行：森本士朗
- キャラクターデザイン：METEOR TRICKERS
- CG：江崎達也
- スタイリスト：舛館和憲、長谷川雅子
- メイク：中村麻友美、山田かつら
- 編集：田口智樹
- MA：指田高史
- 音響効果：山口将史（3×7）
- 番宣：保科啓（テレビ東京）
- リサーチ：ビスポ
- AP (アシスタントプロデューサー)：竹内美佳（テレビ東京）、山田貢（吉本興業）、磯崎千絵
- ディレクター：土屋良介、増田晋也、西山義和、高橋健二、石本典隆
- 演出：株木亘（テレビ東京）
- プロデューサー：大庭竹修（テレビ東京）、林正樹（吉本興業）、加茂忠夫
- 技術協力：テクノマックス、IMAGICA
- 企画協力：タツノコプロダクション
- スタッフ協力：office KLEIN←トラストクリエイション
- 制作協力：吉本興業
- 製作著作：テレビ東京

### 過去のスタッフ
- チーフプロデューサー：近藤正人（テレビ東京）
- ディレクター：井村直樹、盛永昌志
- AP (アシスタントプロデューサー)：高畑正和（吉本興業）
- 番宣：田口亜希子（テレビ東京）
- カメラ：武田和仁、奥村一彦（トラッシュ）
- 音声：樫山典寿
- 音響効果：島村龍治（3×7）

## ネット局と放送時間
| 放送対象地域   | 放送局                | 系列                          | 放送時間                     | ネット状況 |
| -------------- | --------------------- | ----------------------------- | ---------------------------- | ---------- |
| 関東広域圏     | テレビ東京（TX）      | テレビ東京系列                | 水曜 18:30 - 19:00           | 制作局     |
| 北海道         | テレビ北海道（TVh）   | テレビ東京系列                | 水曜 18:30 - 19:00           | 同時ネット |
| 愛知県         | テレビ愛知（TVA）     | テレビ東京系列                | 水曜 18:30 - 19:00           | 同時ネット |
| 大阪府         | テレビ大阪（TVO）     | テレビ東京系列                | 水曜 18:30 - 19:00           | 同時ネット |
| 岡山県・香川県 | テレビせとうち（TSC） | テレビ東京系列                | 水曜 18:30 - 19:00           | 同時ネット |
| 福岡県         | TVQ九州放送（TVQ）    | テレビ東京系列                | 水曜 18:30 - 19:00           | 同時ネット |
| 和歌山県       | テレビ和歌山（WTV）   | 独立局                        | 木曜 17:25 - 17:55           | 遅れネット |
| 宮城県         | ミヤギテレビ（MMT）   | 日本テレビ系列                | 木曜 0:26 - 0:56（水曜深夜） | 遅れネット |
| 静岡県         | 静岡第一テレビ（SDT） | 日本テレビ系列                | 日曜 10:55 - 11:25           | 遅れネット |
| 石川県         | テレビ金沢（KTK）     | 日本テレビ系列                | 金曜 0:20 - 0:50（木曜深夜） | 遅れネット |
| 福井県         | 福井放送（FBC）       | 日本テレビ系列 テレビ朝日系列 | 木曜 0:20 - 0:50（水曜深夜） | 遅れネット |
| 長崎県         | 長崎国際テレビ（NIB） | 日本テレビ系列                | 金曜 0:50 - 1:20（木曜深夜） | 遅れネット |
| 熊本県         | 熊本放送（RKK）       | TBS系列                       | 木曜 0:25 - 0:55（水曜深夜） | 遅れネット |
| 大分県         | テレビ大分（TOS）     | 日本テレビ系列 フジテレビ系列 | 土曜午後に不定期放送         | 遅れネット |